# Goldach SG
| SG ist das Kürzel für den Kanton St. Gallen in der Schweiz. Es wird verwendet, um Verwechslungen mit anderen Einträgen des Namens Goldach zu vermeiden. |

Goldach ist eine politische Gemeinde im Kanton St. Gallen. Sie befindet sich im Wahlkreis Rorschach.

## Geographie

Historisches Luftbild aus 600 m von Walter Mittelholzer von 1927

Goldach liegt am Südufer des Bodensees an der Bahnstrecke Rorschach–St. Gallen und an der Bahnstrecke Seelinie von Rorschach nach Schaffhausen. Im Nordosten grenzt Goldach an die Gemeinde Rorschach, im Südosten an Rorschacherberg, südlich an Untereggen, im Südwesten an Mörschwil, im Westen an Tübach und im Nordwesten, ebenfalls am Bodenseeufer, an die Thurgauer Exklave Horn TG. Die Gemeinde wird vom namensgebenden Fluss Goldach durchflossen, der die Grenze zu Mörschwil und Horn TG bildet und als letztere  in den Bodensee mündet. Das im Süden der Gemeinde gelegene Goldachtobel und der Rantelwald bilden das Naherholungsgebiet des Ortes, wo sich auch ein Vitaparcours befindet.

## Geschichte
Goldach wurde 790 erstmals urkundlich erwähnt. Goldach entstand im Frühmittelalter aus einer alemannischen Siedlung.
1826 löste sich Goldach von Mörschwil ab und wurde eine eigenständige politische Gemeinde.
Im Radgeschäft von Hans Müller wurden 1961 feine Rennräder mit gemufften Stahlrahmen und Flachbettfelgen aus Alu verkauft. Die Marke Goldia leitet sich vom Ortsnamen ab. Das Steuerkopfschild aus Alu zeigt das Goldacher Wappen und eine Windmühle.
Rorschach, Rorschacherberg und Goldach prüften 2007 eine Fusion. Auf Grund des niedrigeren Steuerfusses Goldachs erwies sie sich jedoch als politisch nicht durchsetzbar. Im Jahr 2014 wurde erneut eine Grundsatzabstimmung durchgeführt. Ziel dieser Abstimmung war es, den Gemeinderäten einen Auftrag zur vertieften Prüfung zu erteilen und innerhalb von 2 Jahren eine definitive Abstimmung zur Fusion durchzuführen. Diese Grundsatzabstimmung wurde, wie die vorherigen, von den Gemeinden Goldach und Rorschacherberg klar abgelehnt und von der Stadt Rorschach mit deutlicher Mehrheit angenommen.

## Wappen
Beschreibung: In Blau zwei gelbe Wellenbalken.

## Bevölkerung
| Jahr      | 1850 | 1900 | 1950 | 1980 | 2000 | 2010   | 2019   |
| Einwohner | 785  | 2278 | 3849 | 7940 | 8441 | 9065   | 9504   |
| Quelle    |      |      |      |      |      | [ 11 ] | [ 11 ] |

## Verkehr

### Öffentlicher Verkehr
Goldach besitzt einen Bahnhof an der Bahnstrecke Rorschach–St. Gallen. Der Bahnhof wird von 4 Buslinien bedient (Stand 2022), den Linien 241, 242, 251 und 252, drei Linien der S-Bahn St. Gallen haben in Goldach ihren Halt: (Stand 2022)
- S 2 Nesslau-Neu St. Johann – Herisau – St. Gallen – Rorschach – St. Margrethen – Altstätten (Thurbo)
- S 4 Rapperswil – Uznach – Wattwil – Herisau – St. Gallen – Rorschach – St. Margrethen – Sargans (SOB)
- S 5 Weinfelden – Sulgen – Gossau SG – St. Gallen – Rorschach – St. Margrethen (Thurbo)
- SN22 Winterthur – Wil – St. Gallen – St. Margrethen – Heerbrugg  (Nachtnetz, Thurbo)

Das Goldacher Industriegebiet Rietli ist nicht an den öffentlichen Verkehr angeschlossen. Dies soll sich bis 2028 durch eine neue Buslinie ändern. Es wird auch ein zusätzlicher S-Bahn-Halt geprüft.

### Strasse
2019 hat die Stimmbevölkerung von Goldach und Rorschach (wegen der Beteiligung Rorschachs an den Kosten) dem Anschluss der Gemeinde an die Autobahn A1 zugestimmt. Das Projekt umfasst einen Autobahnanschluss in Goldach Witen im Süden der Gemeinde und von dort eine Kantonsstrasse bis an den See. Das Projekt werde frühestens 2028 fertiggestellt sein.

## Religion
Das Schweizer Sekretariat des Engelwerkes und der ihm nahe stehende Schmid-Fehr-Verlag befinden sich in Goldach. Die Zusammensetzung der Konfessionen in der Bevölkerung stellte sich 2019 wie folgt dar: Katholisch 42,8 % und reformiert 19,5 %, weder reformiert noch katholisch: 37,8 %.

## Sehenswürdigkeiten
Architektonisch interessant ist die barocke St. Mauritiuskirche (1670), die 1929 in neubarockem Stil massiv erweitert wurde.

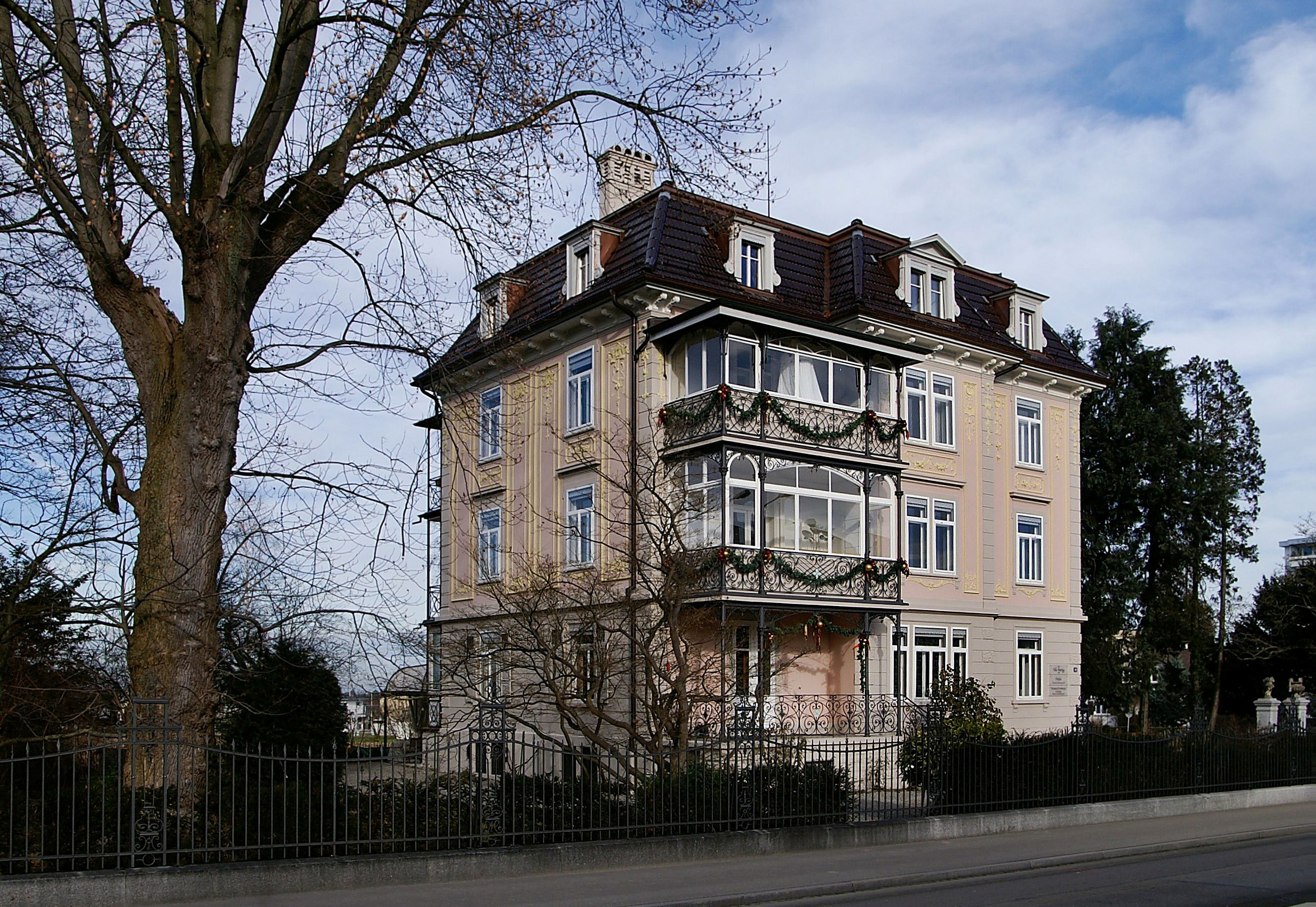
Villa Wartegg
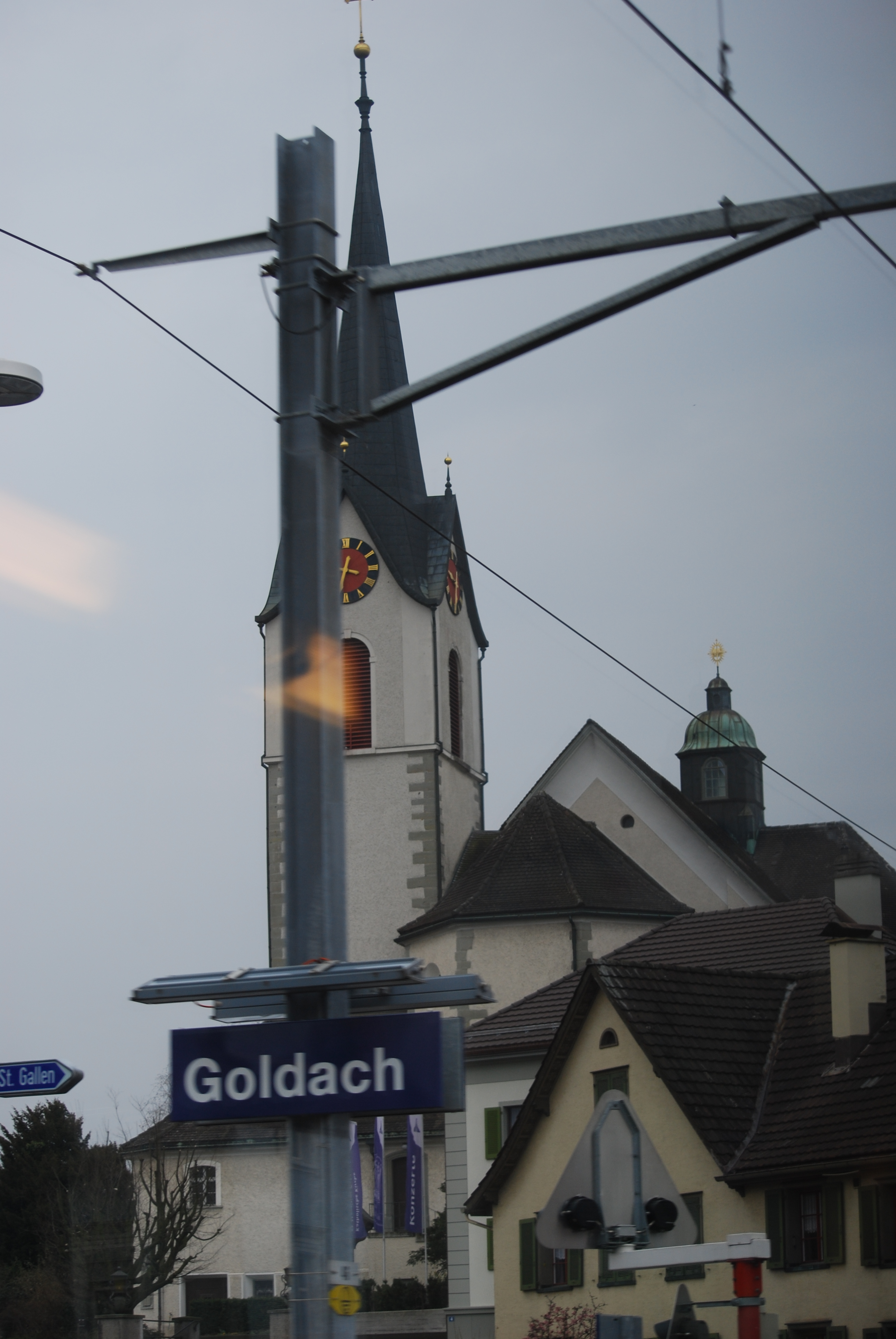
Blick aus dem Zug auf die Kirche
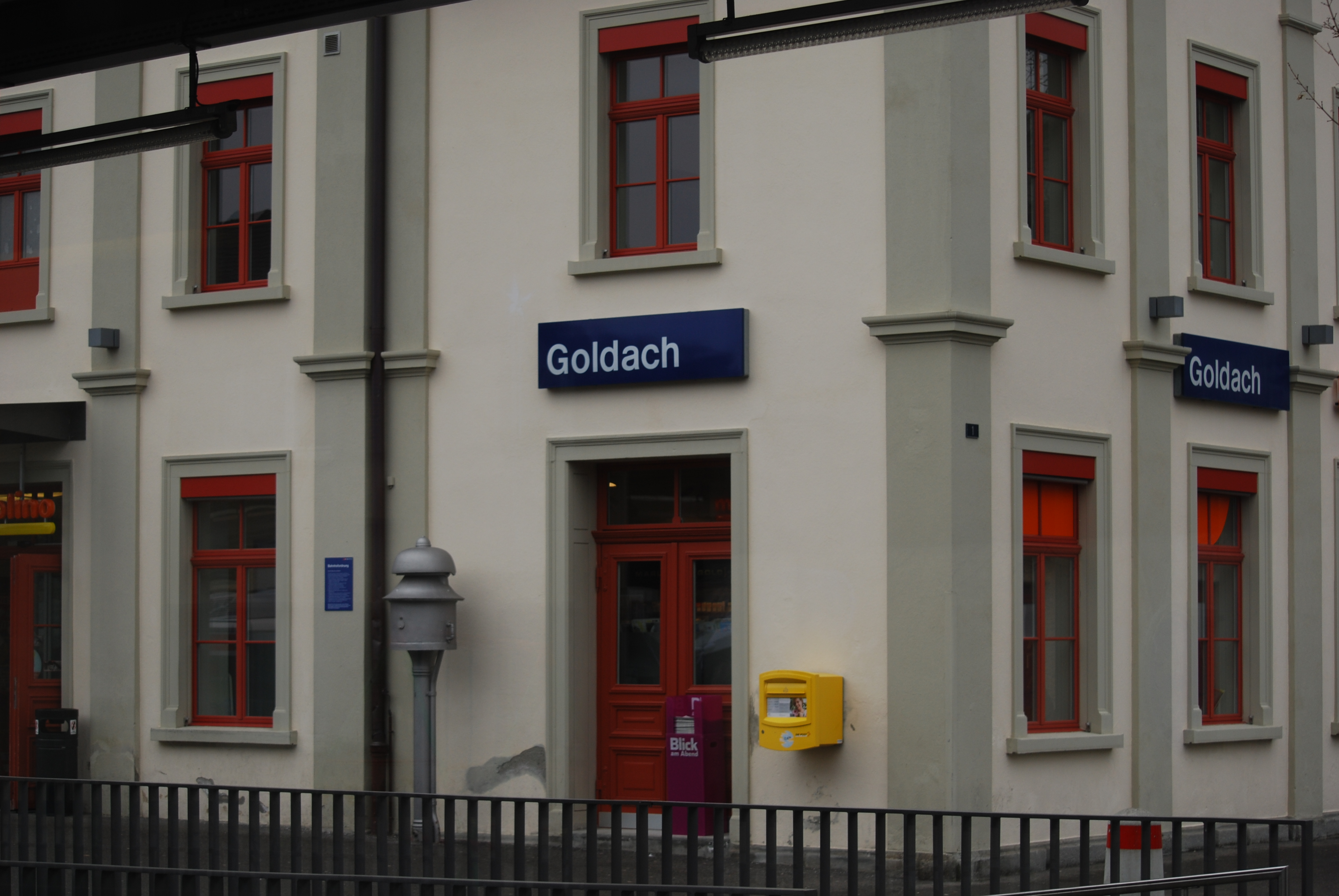
Bahnhof
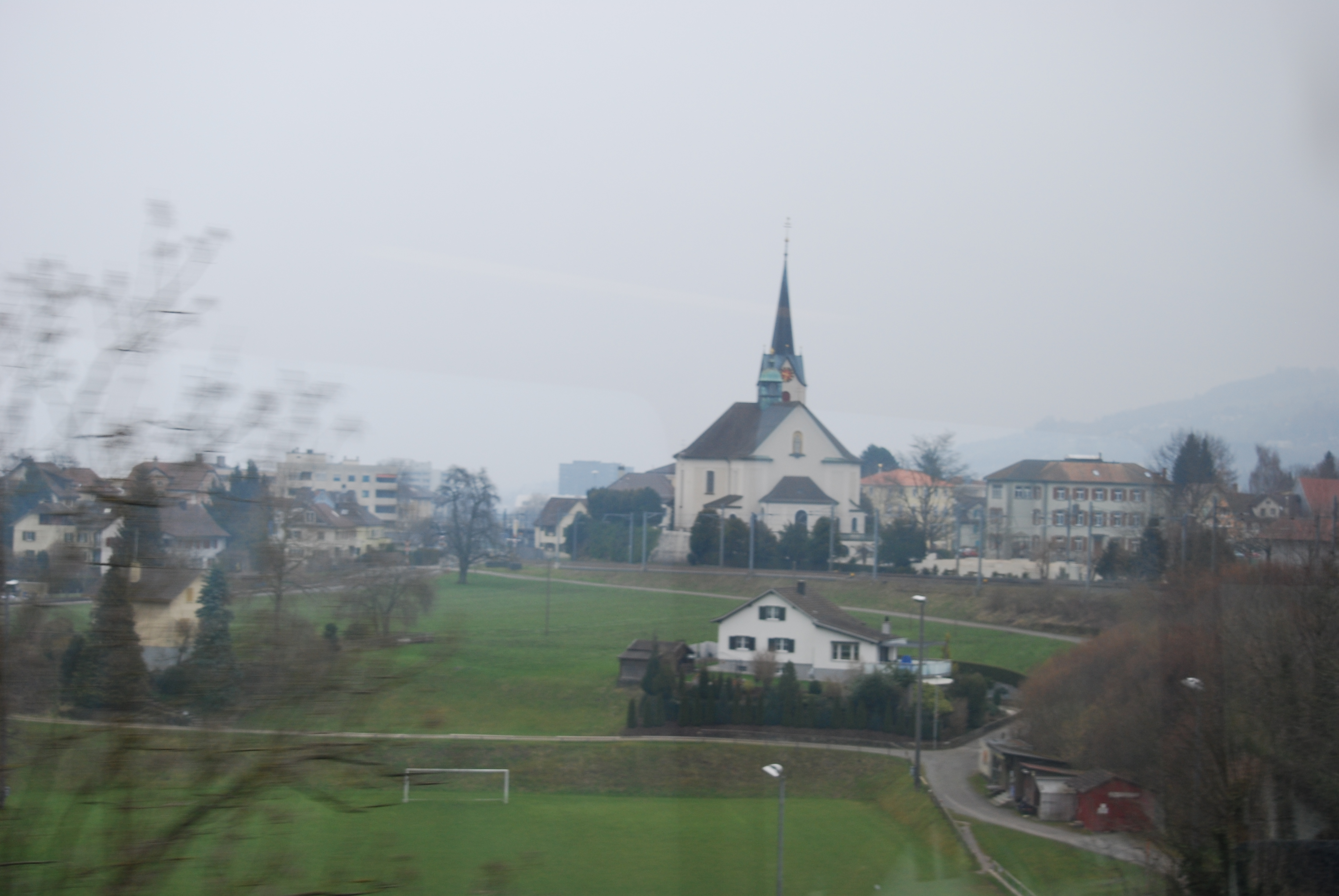
Blick aus dem Zug auf Dorf und Kirche
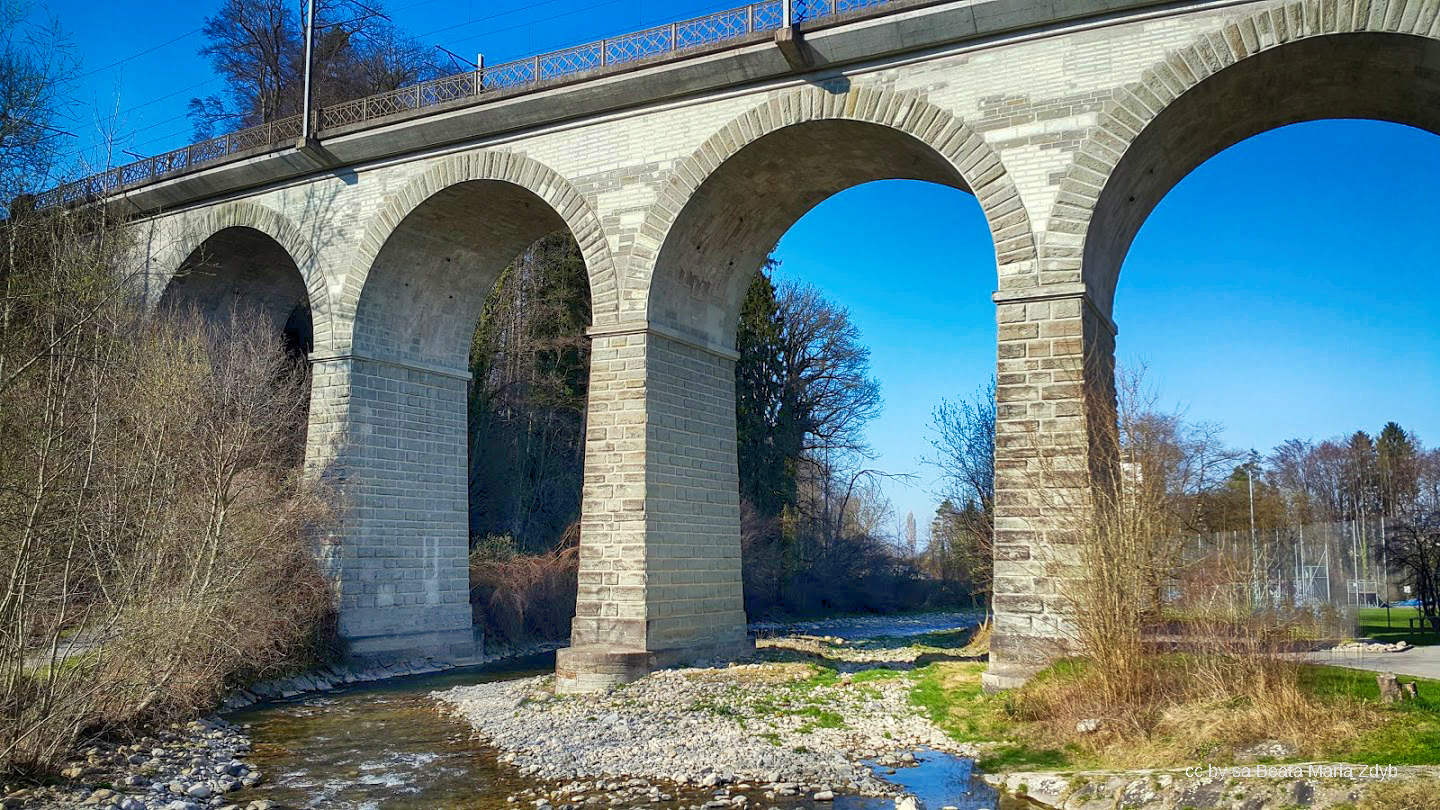
Goldach Viadukt unweit vom Dorfkern Goldach

## Persönlichkeiten
- Sebastian Gebhard Messmer (1847–1930), römisch-katholischer Erzbischof von Milwaukee
- Paul Gaechter (1893–1983), römisch-katholischer Theologe
- Victor Allenspach (1895–1987), Tierarzt und Entomologe
- Max Allenspach (1898–1983), Schriftsteller
- Walter Stürm (1942–1999), Ausbrecherkönig
- Alexander J. B. Zehnder (* 1946), Mikrobiologe und Hochschullehrer
- Lukas Gähwiler (* 1965), Bankmanager
- Michael Gier (* 1967), Ruderer und Olympionike
- Renato Kaiser (* 1985), Satiriker, Stand-up-Comedian, Slam-Poet, Kabarettist und Moderator
- Thomas Kuratli (* 1988), Musiker, Komponist, Filmkomponist und Sounddesigner